# ماهی کفال
کفال‌ماهیان (نام علمی: Mugilidae) یک خانواده از ماهیانی طویل هستند که معمولاً سر پهن و پوزهای کند دارند. بدن به شکل استوانه‌ای بوده یا کمی از دو پهلو فشرده شده‌است. چشم‌ها تا حدی به وسیله بافت چربی پوشیده شده‌است و دارای دهانی کوچک، انتهایی و کمی تحتانی می‌باشند. دندان‌ها در این خانواده کوچک، ضعیف و پنهان بوده یا اینکه اصلاً وجود ندارد. کفال ماهیان دارای دو باله پشتی جدا از هم هستند که شعاع‌های سخت اولین باله پشتی آن‌ها ۴ عدد می‌باشد. سطح پشتی بدن اینها به رنگ آبی یا سبز زیتونی و پهلوها و شکم نقره‌ای می‌باشد و غالباً ۹–۳ رگه طولی بر روی پشت، پهلو و شکم آن‌ها دیده می‌شود.

## شرایط فیزیکوشیمیایی
این ماهی‌ها تحمل بالایی نسبت به تغییرات شوری دارند و به عبارتی یوری هالین می‌باشند. بچه این ماهیان گاهی به آب‌های شیرین رودخانه‌ها وارد شده و مدت کوتاهی را در آب‌های شیرین زندگی می‌کنند. اما نسبت به تغییرات درجه حرارت حساس بوده و همچنین توانایی تحمل میزان اکسیژن کمتر از ۲ میلی‌گرم در لیتر را ندارند.

## زیستگاه
کفال ماهیان اندازه متوسط تا بزرگ دارند و در آب‌های کرانه‌ای دریاها، خلیج‌ها و آبهای شیرین زندگی می‌کنند.

## گونه‌های مهم
کفال ماهیان دارای ۱۰۰ گونه‌اند که از آن‌ها می‌توان به گونه‌های زیر اشاره نمود:
کفال راه‌راه: Mugil cephalus
کفال طلایی: Liza auratus
کفال پشت‌سبز: Liza dussumieri
کفال پوزه‌باریک: Liza saliens
کفال لکه‌آبی: Valamugil seheli

## تغذیه
ماهی کفال صدف خوار می‌باشد و نیز از دتریت‌ها، کرم‌ها، حلزون‌ها، دو کفه‌ای‌ها، جلبک‌ها و مواد گیاهی و مواد پوسیده کف بستر تغذیه می‌کند.
کفال ماهیان دارای یک جگر بسیار عضلانی و یک روده طویل بوده و جانوران و گیاهان را در آن خرد می‌کنند، که اشتباهاً بسیاری آن را با سنگدان اشتباه می‌گیرند.

## تولیدمثل
بیشتر گونه‌های کفال در دریا تخم ریزی می‌کنند اما گونه کفال سیاه به آب شیرین سازگاری پیدا کرده‌است. تخم ماهی کفال پلاژیک بوده و در آب شناور می‌باشد. تخم ریزی آن‌ها در ماه‌های خرداد تا شهریور انجام می‌گیرد. تعداد تخم‌ها از ۱۰۰ تا ۷۰۰ هزار عدد متغیر است. دوره انکوباسیون تخم‌ها نیز ۲–۵روز به طول می‌انجامد.